# Ремме, Рони
Рони Ремме (фр. Roni Remme; 14 февраля 1996 года, Канада) — канадская горнолыжница, серебряный призёр зимних юношеских Олимпийских игр 2012 года, призёр этапа Кубка мира по горнолыжному спорту. Участница Зимних Олимпийских игр 2018 года в Пхёнчхане.

## Биография и спортивная карьера
Рони Ремме родилась в Коллингвуде, в провинции Онтарио, на берегу залива Джорджиан Бэй. В одиннадцать лет она поступила учиться в национальную лыжную академию. Несмотря на наличие травм, её приняли в юношескую команду Канадской лыжной ассоциации. Позже, в 2015 году, она поступила и стала проходить обучение в Университете штата Юта. Здесь же работает в Департаменте школьного спорта Юта-Ютс.
Своего первого крупного международного успеха лыжница добилась в январе 2012 года, когда выиграла серебряную медаль в слаломе на Зимних юношеских Олимпийских играх. В феврале 2012 года она дебютировала на Кубке Нор-Ам, где уже в следующем сезоне добилась несколько высоких результатов.
В марте 2014 года она неожиданно выиграла титул чемпионки Канады в скоростном спуске, опередив Мари-Пьер Префонтен и Эрин Мельзински. На двух чемпионатах мира среди юниоров, где она приняла участие во всех дисциплинах, её лучшим результатом стало десятое место в слаломе в Хафьелле. Постоянные травмы не позволяли Ремме добиваться стабильных результатов и только в сезоне 2016/2017 годов она быть в итоговой шестёрки на Кубке Нор-Ам, а уже через год завоевать большой Кубок этого турнира.
1 декабря 2017 года она дебютировала на этапе Кубка мира в Лейк-Луизе в скоростном спуске. Четыре недели спустя Рони завоевала свои первые очки, заняв 26-е место в слаломе Лиенца. В Загребе она уже была одиннадцатой.
На зимних Олимпийских играх 2018 года в Пхёнчхане она приняла старт в трёх видах программы. В слалом заняла итоговое 27-е место, в скоростном спуске 23-е место, а в супергиганте 37-е место.
В декабре 2018 года она впервые финишировала восьмой в слаломе в Земмеринге на этапе Кубка мира. На своём первом чемпионате мира 2019 года в шведском Оре Ремме заняла пятое место в комбинации, 12-е место в слаломе и 23-е в скоростном спуске. А через две недели после крупного турнира поднялась на подиум этапа Кубка мира в комбинации в Кран-Монтане.

## Выступления на крупнейших соревнованиях

### Зимние Олимпийские игры
| Олимпийские игры | Скоростной спуск | Супергигант | Гигантский слалом | Слалом | Комбинация | Команды |
| ---------------- | ---------------- | ----------- | ----------------- | ------ | ---------- | ------- |
| 2018 Пхёнчхан    | 23               | 37          | —                 | 27     | DNF1       | —       |

### Чемпионаты мира
| Чемпионат мира | Скоростной спуск | Супергигант | Гигантский слалом | Слалом | Комбинация | Команды | Паралл. гигантский слалом |
| -------------- | ---------------- | ----------- | ----------------- | ------ | ---------- | ------- | ------------------------- |
| 2019 Оре       | 28               | DNS         | —                 | 12     | 5          | —       | —                         |

### Кубок мира

#### Подиумы на этапах Кубка мира (1)
| № | Сезон   | Дата            | Место проведения | Дисциплина | Место |
| - | ------- | --------------- | ---------------- | ---------- | ----- |
| 1 | 2018/19 | 24 февраля 2019 | Кран-Монтана     | Комбинация | 2     |